# Lista jucătorilor de fotbal străini din SuperLiga României
Aceasta este o listă a jucătorilor străini din SuperLiga României începând cu primul sezon 1909-1910. Jucătorii ce au fost incluși îndeplinesc concomitent următoarele două criterii:
1. Au jucat cel puțin un meci în SuperLiga României. Jucătorii ce au semnat contracte cu echipe din prima ligă dar nu au jucat decât în ligile inferioare, în Cupa României, în competiții europene sau nu au jucat în nici un meci oficial nu sunt incluși în listă.
2. Sunt considerați „străini” - Un jucător este considerat străin dacă nu poate juca pentru una dintre selecționatele naționale ale României.

De asemenea se trec în această listă se trec doar cluburile la care acel fotbalist a jucat cel puțin un meci în SuperLiga României.
În aldin: fotbaliști ce au activat în sezonul 2008–2009, și clubul pentru care au jucat. Această listă include jucători ce între timp s-au transferat, dar nu include jucători ce nu au jucat încă într-un meci din prima ligă.
Actualizat  10 iunie 2009.

## Lista jucătorilor pe țări

### Albania
- Roland Agalliu –  FCU Craiova –  Drobeta-Turnu Severin –  Oțelul 1990-1992, 1991-1992 , 1992-1993
- Alket Alcani –  Gloria Bistrița – 2003-2004
- Elis Bakaj –  Dinamo – 2011-
- Ilir Bozhiqi –  FC Brașov – 1991-1995
- Agim Canaj –  FC Brașov – 1991-1993
- Elton Ceno –  Steaua București – 1998-2000
- Sulejman Demollari –  Dinamo – 1991-1995
- Dashnor Dume –  Oțelul – 1993-1995
- Albert Duro –  Steaua București,  Național – 1999-2001, 2002-2004
- Sandër Leon Grunasi –  FC Timișoara – 1996-1997
- Arben Kokalari –  Oțelul – 1991-1994
- Alket Kruja –  Gloria Bistrița – 2003-2004
- Altin Masati –  Oțelul – 1993-1995
- Arben Minga –  FC Brașov – 1993-1995
- Perlat Musta –  Dinamo – 1992-1994
- Leonard Perloshi –  Petrolul – 1999-2000
- Edmond Voda –  Oțelul – 1993-1995
- Blendi Nallbani –  Victoria – 1991-1992
- Ronald Gërçaliu –  U Cluj – 2013-2014
- Edon Hasani –  Ceahlăul – 2013-2014

### Algeria
- Ahmed Reda Madouni –  FC Vaslui – 2009-
- Aziz Tafer –  Gloria Buzău – 2008-

### Anglia
- Mark Burke –  Rapid – 2001-2002
- Daniel McBreen –  FCU Craiova – 2002-2004

### Angola
- Paulo Figueiredo –  Ceahlăul – 2007-2008
- Zé Kalanga –  Dinamo – 2006-2007 2008-

### Argentina
- Elias Bazzi –  Național,  Argeș Pitești – 2004-2006, 2006-
- Pablo Brandán –  Unirea Urziceni,  Steaua București – 2007-2010, 2010-
- Nicolás Chiesa –  Poli Iași – 2004-2005
- Angel Gaston Diaz –  Ceahlăul – 2006-2007
- Emmanuel Culio –  CFR Cluj – 2007-2011
- Sebastián Dubarbier –  CFR Cluj – 2008-2010
- Cristian Fabbiani –  CFR Cluj – 2007-2008
- Mariano Fernandez –  Dinamo – 2006-2007
- Paolo Frangipane –  CFR Cluj – 2009
- José Luis García –  FC Timișoara – 2008-?
- Alejandro Gavatorta –  Poli Iași – 2004-2007 2008-
- Fernando Luis Giarrizo –  Oțelul – 2008-
- Carlos Adrian Herrera –  Ceahlăul – 2006-2007
- Ignacio Lobella –  Pandurii – 2008-2010
- Gonzalo Ucho Lopez –  Național – 2004-2005
- Elvio Raul Martinez –  FC Timișoara – 2007-2008
- Osvaldo Miranda –  Dinamo,  Astra Ploiești – 2008-2010, 2010-
- Gustavo Andrés Oberman –  CFR Cluj – 2008-2009
- Gustavo Paruolo –  Poli Iași – 2007-
- Sixto Peralta –  CFR Cluj – 2008-
- Cristian Sánchez Prette –  CFR Cluj – 2008-2009
- Juan Manuel Raponi –  Poli Iași – 2004-2005
- Diego Ruiz –  CFR Cluj – 2008-2009
- Martin Šarić –  Poli Iași,  Oțelul – 2006-2007, 2007-2008
- Abel Valdez –  Astra Ploiești – 2009
- Luciano Vella –  Rapid – 2008-2009
- Gabriel Viglianti –  Oțelul – 2008-

### Armenia
- Apoula Edel –  Rapid – 2006-2007
- Arman Karamyan –  Rapid,  FC Brașov,  Gloria Bistrița,  Ceahlăul,  FC Timișoara,  Steaua București,  Unirea Urziceni – 2004-2005, 2005-2006, 2005-2006, 2006-2007, 2007-2010, 2010, 2010
- Artavazd Karamyan –  Rapid,  FC Timișoara,  Steaua București,  Unirea Urziceni – 2004-2007, 2007-2010, 2010, 2010
- Romik Khachatryan –  Unirea Urziceni,  U Cluj – 2007, 2007-2008
- Karl Lombe –  Rapid – 2006-2007
- Marian Zeciu –  Oțelul,  Ceahlăul – 2004-2006, 2006-2007

### Australia
- Tomislav Arčaba –  Gloria Buzău – 2008-2009
- Michael Baird –  FCU Craiova – 2006-2009
- Jacob Burns –  Unirea Urziceni – 2008-2009
- Ryan Lee Clarke –  FCU Craiova – 2005-2006
- Daniel Clitnovici –  FCU Craiova – 2002-2004– 2005-2006
- Spase Dilevski –  FCU Craiova – 2007-2010
- Karl Dodd –  FCU Craiova – 2005-2006
- Daniel Gecic –  FCU Craiova – 2005-2006
- Ryan Griffiths –  Național,  Rapid – 2004-2006, 2006-2008
- Wayne Heath –  FCU Craiova – 2006-2007
- Levent Osman –  FC Timișoara – 2002-2003
- Josh Maguire –  Steaua București,  FCU Craiova – 1999-2001, 2006-2007
- Jonathan McKain –  Național,  FC Timișoara – 2003-2005, 2005-2008
- Josh Mitchell –  FCU Craiova – 2006-2010
- Srećko Mitrović –  Poli Iași – 2006-2007
- Joshua Rose –  FCU Craiova – 2006-2009
- Wayne Srhoj –  Național,  FC Timișoara – 2004-2005, 2007-2008
- Michael Thwaite –  Național – 2004-2006

### Belarus
- Pavel Byahanski –  Oțelul – 2007-2008
- Vladimir Gaev –  Dinamo – 2003-2007
- Vasili Hamutovski –  Steaua București – 2003-2006
- Yuri Tsygalko –  Pandurii – 2008-2009

### Belgia
- Roberto Bisconti –  Rapid – 2003-2004
- Grégory Delwarte –  Dinamo – 2003-2004
- Emmanuel Godfroid –  Rapid – 2002-2005
- Philippe Léonard –  Rapid – 2007-2008
- Pieter Merlier –  U Cluj,  Universitatea Craiova – 2008-2009, 2009-
- Urko Rafael Pardo –  Rapid – 2008-2009

### Bermuda
- Éric Fannis –  Rapid CFR Suceava – 1997-2001

### Bolivia
- Gualberto Mojica –  CFR Cluj – 2006-2007
- Ricardo Pedriel –  Steaua București – 2008-2010

### Bosnia și Herțegovina
- Eldin Adilović –  Unirea Alba Iulia – 2009-
- Fahrudin Alicković –  CFR Cluj – 2004-2005
- Zdenko Baotić –  Oțelul – 2009-
- Kenan Čejvanović –  FC Timișoara – 2008-2009
- Boris Keča –  Național,  FC Brașov,  Steaua București – 1999-2003, 2003-2005, 2004-2005
- Stevo Nikolić –  Oțelul,  Politehnica Timișoara,  Steaua București– 2008-2009 2009-2011 2011-
- Zoran Novaković –  Steaua București – 1999-2000
- Adnan Gušo –  Universitatea Craiova,  Dinamo,  Argeș Pitești,  Pandurii – 2003-2005, 2005-2006, 2006, 2006-2007
- Petar Jovanović –  FC Vaslui – 2005-
- Darko Maletić –  FC Vaslui – 2005-2006
- Slaviša Mitrović –  Național – 2000-2005
- Aleksandar Obrenović –  CA Oradea – 2003-2004
- Duško Stajić –  Ceahlăul – 2006-2007

### Brazilia
- Andrey Nazário Afonso –  Steaua București – 2006-2007
- Davi Alexandre Rancan Afonso –  Oțelul – 2006-2007
- Hugo Alcântara – CFR Cluj – 2008-2010
- Elinton Andrade –  Rapid – 2006-2009
- Andre Astorga –  U Cluj – 2007-2008
- Roberto Ayza –  Ceahlăul – 2006-2007
- Daniel Pollo Barioni –  Rapid – 2008-2009
- Arthuro Henrique Bernhardt –  Steaua București – 2008-2009
- Fábio Bilica –  U Cluj – 2007-2008
- Éder José de Oliveira Bonfim –  FC Timișoara, Steaua București – -2010, 2010-2011
- Carlos Alexandre Cardoso –  Pandurii – 2008-
- Roberto Carvalho Cauê –  Poli Iași – 2008-2009
- Fabiano Ramos Coelho –  Unirea Alba Iulia – 2003-2004
- Júlio César Santos Correa –  Dinamo – 2008-2009
- Leandro Alves da Cunha –  Universitatea Craiova,  Extensiv Craiova – 2002-2003, 2003-2004
- Edimar –  CFR Cluj – 2009-
- Grillo Edson –  Gaz Metan – 2007-
- Ezequias –  FC Brașov,  Rapid – 2008-2010, 2010-
- Vinicius de Oliveira Fabbron –  Ceahlăul – 2009-
- Leandro Farias –  Gaz Metan – 2008-
- Thiago Ramos Fernandes –  UTA Arad – 2007-2008
- Rubenilson Monteiro Ferreira –  Universitatea Craiova – 2004-2005
- André Galiassi –  CFR Cluj – 2007-
- Willian Gerlem –  Farul,  FC Vaslui – 2006-2009, 2009-2011
- Élton José Xavier Gomes –  Steaua București – 2007-2008
- Everton Luiz Guimaraes –  Gloria Buzău – 2008
- Jessui –  Pandurii – 2008-2009
- José Anilton Júnior –  Pandurii – 2008-2009
- Aluisio da Silva Neres Junior –  Rapid – 2004-2005
- Edmílson dos Santos Carmo Júnior –  Pandurii – 2007-2008
- Jaime Junior –  Otopeni – 2008-2009
- Ademar Aparecido Xavier Júnior –  Gloria Buzău – 2009-
- Cairo Roberto da Lima –  Gaz Metan – 2007-2008
- Nivaldo Vieira Lima –  Rapid,  FCM Bacău – 2000-2001, 2001-2003
- Jackson Jose Lucas –  Pandurii – 2007-2008
- Eduardo Roberto Magri –  Universitatea Craiova – 2004-2005
- Marcus Da Silva Honorio Marquez –  Universitatea Craiova – 2004-2005
- Victor da Silva Medeiros –  Gaz Metan – 2008-
- José Rogerio de Melo –  Rapid – 2004-2005
- Edvan do Nascimento –  U Cluj – 2007-2008
- Alexandre Negri –  Universitatea Craiova – 2004-2005
- Roberto Volpato Neto –  Dinamo – 2009-
- Fábio Nunes –  Pandurii – 2008-
- André Nunes –  Steaua București,  Gloria Buzău – 2007-2008, 2008-2009
- Alexandre Rodriguez de Oliveira –  U Cluj – 2007-2008
- Fabio de Matos Pereira –  FC Brașov – 2007-2008
- Eric de Oliveira Pereira –  Gaz Metan – 2007-
- Rodrigues Perreira –  Ceahlăul – 2004-2005
- Marco Morales Magno Tavares –  Unirea Urziceni – 2009-
- Rodrigo Teixeira –  Ceahlăul – 2000-2001
- Eugênio da Silva Samuel –  Gaz Metan – 2008-
- Wesley Lopes da Silva –  FC Vaslui – 2009-
- Marcos Roberto Nascimento da Silva –  Rapid – 2007-2008
- Cleidimar Magalhães Silva –  CFR Cluj – 2007-
- Carlos César dos Santos –  Rapid – 2007-
- Luis Fabiano Lima Dos Santos –  Rapid – 1999-2000
- Rafael Pereira dos Santos –  Gaz Metan – 2008-
- Itamar Santos –  FC Brașov – 2002-2004
- Marx Santos –  Farul – 2008-
- Leandro Mariano da Silva –  Poli Iași – 2009-
- Danilo Pereira da Silva –  Gloria Bistrița – 2008-
- Ayres Cerqueira Simao –  Gloria Bistrița – 2007-2008
- Juliano Gonçalves Spadacio –  Rapid – 2008-
- Alex Leandro De Souza –  Unirea Urziceni – 2009-
- Júlio César da Silva e Souza –  Rapid – 2008-
- Alberto Thiago –  Dinamo – 2008-
- André Todescato –  Poli Iași – 2009-
- Thiago Tremonti –  Pandurii – 2008-
- André Vieira –  Oțelul – 2002-2003
- Ricardo Gomes Vilana –  Unirea Urziceni STEAUA – 2006-

### Bulgaria
- Krum Bibișkov –  Steaua București – 2009-
- Stanislav Ghencev –  FC Vaslui – 2008-
- Boian Iliev –  Curtea de Argeș – 2009-
- Rosen Kirilov –  FC Vaslui – 2008-2009
- Stoian Kolev –  Oțelul – 2008-
- Milen Radukanov –  Național – 2003-2004
- Ilko Pirgov –  Otopeni – 2008-2009
- Stoiko Sakaliev –  Curtea de Argeș – 2009-
- Radostin Stanev –  Național – 2004-2006
- Jivko Jelev –  Oțelul,  Steaua București – 2007-2010, 2010

### Burkina Faso
- Yssouf Koné –  CFR Cluj – 2008-
- Salif Nogo –  Oțelul – 2006-2009
- Mamadou Zongo –  U Cluj – 2007-2008

### Camerun
- Éric Martial Bieme Aleokol –  Universitatea Craiova – 2003-2004
- Nicolas Alnoudji –  Pandurii – 2008-2009
- Mindourna Romualdo Andela –  UTA Arad – 1993-1994
- Innocent Awoa –  Dinamo – 2008-2009
- Patrick Bengondo –  Universitatea Craiova – 2003-2004
- Roger Batoum –  Unirea Urziceni – 2003-2004
- Pierre Boya –  Rapid – 2007-2009
- Daniel Chigou –  Farul – 2007-2008
- Thierry Ekwalla –  U Cluj – 2006-2007
- Nana Falemi –  Steaua București,  FC Vaslui,  Gaz Metan – 2000-2005, 2005-2006, 2008
- Jérémie N'Jock –  UTA Arad,  Universitatea Craiova – 2002-2003, 2003-2004, 2006 2009-
- Jean N'Kongue –  Oțelul – 2009-
- Kalle Sone –  Unirea Urziceni,  CS Otopeni – 2006-2007, 2007-
- Juste Herman Dongmo Sonfack –  Onești – 2001-2003
- Jean Paul Yontcha –  Otopeni – 2008-
- Patrick Ekeng –  Dinamo – 2016

### Canada
- Lars Hirschfeld –  CFR Cluj – 2008-

### Capul Verde
- Emerson da Luz –  Gloria Bistrița – 2008-2009
- Dany Mendes Ribeiro –  Gloria Bistrița – 2008-2009
- Hugo Évora –  Ceahlăul – 2007-2008
- Néné –  FC Brașov – 2009-
- Marco Soares –  Pandurii – 2008-2009

### Republica Central Africană
- Habib Habibou –  Steaua București – 2007-2008
- Manasse Enza-Yamissi –  Petrolul –2012-

### Chile
- Nicolás Canales –  CFR Cluj – 2007-2008

### Coasta de Fildeș
- Anoh Attoukora –  Dinamo – 2008-
- Mariko Daouda –  Universitatea Craiova,  Dinamo,  Argeș Pitești,  Dacia Mioveni – 2002-2005, 2005-2006, 2006-2007, 2007-2008
- Zie Diabate –  Dinamo – 2008-
- Lamine Diarrassouba –  Poli Iași – 2008-2009
- Constant Djakpa –  Pandurii – 2007-2008
- Lamine Camara –  Unirea Alba Iulia – 2009-
- Martial Bedi Esmel –  Gloria Buzău – 2009-
- Youssouf Kamara –  Argeș Pitești – 2008-
- Djakaridja Kone –  Dinamo – 2009-
- Emmanuel Koné –  CFR Cluj – 2008-
- Seydou Kone –  Curtea de Argeș – 2009-
- Lacina Traoré –  CFR Cluj – 2008-
- Diarrasouba Viera –  CFR Cluj – 2008-

### Columbia
- Dayro Moreno –  Steaua București – 2008-
- José Moreno Mora –  Steaua București – 2007-2008
- Juan Carlos Toja –  Steaua București – 2008-
- Róbinson Zapata –  Steaua București – 2007-
- Jesus Mejia –  Politehnica Timișoara – 2009-

### Coreea de Sud
- Kim Sang-Ki –  Oțelul – 2006-2007
- Kim Gil-Sik –  Oțelul – 2007-2008
- Kim Jong-Chun –  U Cluj – 2006-2007
- Park Jae-Hong –  U Cluj – 2007-2008

### Costa Rica
- Winston Parks –  FC Timișoara – 2008-

### Croația
- Frane Vitaić –  Oțelul – 2008-
- Antun Palic –  Dinamo – 2015-
- Ante Puljic –  Dinamo – 2015-

### Cehia
- Miloš Buchta –  Gaz Metan – 2009-
- Martin Černoch –  Poli Iași,  Ceahlăul – 2005-2007, 2007-2008
- Karel Kratochvíl –  Gaz Metan – 2009-
- Lukáš Magera –  FC Timișoara – 2008-
- Radek Opršal –  Astra Ploiești – 2009-

### Congo
- Armel Disney -  Pandurii,  Farul – 2005-2006, 2006-2008
- Filston Bonsey Mongu Nkoy -  Universitatea Craiova - 2004-2005
- Ferebory Dore -  Petrolul - 2013-2014
- Patrick N'Koyi -  Petrolul - 2013-2014

### Republica Democrată Congo
- Ewango Tresor Metre –  Universitatea Craiova – 2002-2003
- Camille Muzinga –  Rapid – 2003-2004
- Marlin Piana –  Oțelul – 2002-2003

### Ecuador
- Darwin Caicedo –  Dinamo – 2006-2007

### Egipt
- Tarek Amer –  Gloria Buzău – 2008-

### Elveția
- Nyema Gerhardt –  Otopeni – 2008-2009
- Henri Siqueira –  Argeș Pitești,  Gloria Bistrița – 2006-2007, 2007-2008

### Estonia
- Kert Kütt –  Otopeni – 2009-
- Eduard Ratnikov –  Oțelul – 2007-2008

### Franța
- Fabien Boudarène –  U Cluj – 2007-2008
- Fabrice Fernandes –  Dinamo – 2007-2008
- Jean-Philippe Mendy –  Dinamo – 2006-2007
- Nasser Menassel –  Otopeni – 2008-
- Xavier Méride –  Dinamo – 2003-2004
- Romuald Peiser –  Rapid – 2003-2004
- Steeve Joseph-Reinette –  Astra Ploiești – 2009-
- Anthony da Silva –  CFR Cluj – 2007-
- Cyril Théréau – Steaua București – 2006-2007
- Stéphane Zubar –  FC Vaslui – 2009-
- Nicolas Robert Michel Godemèche –  CFR Cluj – 2012-2013
- Robert Maah –  CFR Cluj – 2012-2013
- Florent Sauvadet –  Petrolul – 2012-2013
- Steven Thicot –  Dinamo – 2013-2014
- Grégory Victor Tadé –  CFR Cluj – 2013-2014-steaua bucuresti 2015-2016
- Stéphane Tritz –  Oțelul – 2013-2014

### Germania
- Nikola Jozić –  Gloria Buzău – 2007-2008

### Ghana
- Eduard Abayeteye –  Sportul Studențesc – 1994-1995
- Ben Acquah –  Argeș Pitești – 1994-1995
- William Amamoo –  Farul,  Gaz Metan – 2003-2004, 2009-
- Emmanuel Armah –  Sportul Studențesc – 1994-1995
- Owusu Benson –  Sportul Studențesc – 1994-1995
- Emmanuel Tetteh –  Oțelul – 1998-1999
- George Blay –  Dinamo – 2006-
- Ibrahim Dossey –  FC Brașov,  Rapid,  Pandurii – 2000-2005, 2005, 2006-2008
- Ben Dubatei –  Sportul Studențesc – 1994-1995
- Raymond Fenny –  Gaz Metan – 2008-
- Mustafa Jarra –  FC Brașov – 2002-2003
- Nelson Mensah –  Dinamo – 1991-1993
- Hamza Mohammed –  Ceahlăul – 2007-2008
- Alex Nyarko –  Steaua București – 1994-1995
- Mohammed Odoi –  FC Brașov – 2001-2002
- Emmanuel Osei –  FC Timișoara – 2005-2006
- Ben Owu –  Onești – 2003-2004
- Bernard White –  Rapid – 1994-1995

### Grecia
- Andreas Lagonikakis –  Rapid – 2002-2003, 2003-2004
- Panagiotis Giannopoulos –  Argeș Pitești – 2006-2007
- Pantelis Kapetanos –  Steaua București – 2008-
- Ioannis Matzourakis –  CFR Cluj,  Rapid – 1967-1969, 1969-1971
- Charalambos Moisiadis –  Gloria Buzău – 2008-2009
- Haris Parastatis –  Gloria Buzău – 2008-2009
- Emmanouil Papasterianos –  Chiajna – 2013-2014

### Guinea
- Mbemba Sylla –  Național,  FC Vaslui – 2002-2004, 2004-2006

### Guinea-Bissau
- Djalo Bacari –  Gloria Buzău – 2008-
- Bruno Fernandes –  Ceahlăul,  Unirea Urziceni – 2007-2008, 2008-
- Celestino Marques Silva Ilnhasse –  Farul – 2007-2008
- Malá –  Farul – 2007-2008

### Irak
- Salih Jaber –  Gloria Buzău,  Universitatea Craiova – 2004-2005 2006-2009, 2005-2006,
- Raouf Hamid Ghassan –  Sportul Studențesc – 1994-1995
- Ali Shnayin –  Oțelul – 1997-1998

### Israel
- Kobi Nachtailer –  FC Vaslui – 2006-2007
- Klemi Saban –  Steaua București – 2006-2007

### Italia
- Alessio Chiaverini –  FC Vaslui – 2009-
- Roberto De Zerbi –  CFR Cluj – 2010-2012
- Nicola Ascoli –  U Cluj – 2010-2011
- Ricardo Corralo –  Gloria Bistrița – 2010-2011
- Simone Cavalli –  Gloria Bistrița – 2010-2011
- Carlo Zotti –  FC Vaslui – 2011-2012
- Remo Amadio –  CFR Cluj – 2010-2011
- Matteo Gritti –  Petrolul – 2011-2012
- Erminio Rullo –  Dinamo – 2012-2013
- Mario Titone –  Ceahlăul – 2012-2013
- Federico Piovaccari –  Steaua București – 2013-2014
- Giuseppe Prestia –  Oțelul – 2013-2014

### Japonia
- Akihiro Nakauchi –  Poiana Câmpina – 2002-2003
- Toru Nyamoto –  Electroputere Craiova – 1994-1995
- Hiroki Mihara –  Universitatea Craiova – 1998-1999
- Watanabe Manabu –  Poiana Câmpina – 2002-2003
- Takayuki Seto –  Astra Ploiești – 2009-
- Iuky Komada –  Gaz Metan – 2013-2014

### Letonia
- Aleksandrs Koļinko –  Dinamo – 2009-
- Deniss Romanovs –  Dinamo – 2007-2009
- Māris Smirnovs –  Dinamo – 2006-2007
- Edgards Gaurac –  Rapid – 2010-

### Liberia
- Ben Teekloh –  Farul – 2007-
- Dulee Johnson –  Team Săgeata⁠(d) – 2013-2014

### Lituania
- Davidas Arlauskis –  Unirea Urziceni – 2008-
- Giedrius Arlauskis –  Unirea Urziceni – 2008-
- Paulius Grybauskas –  Oțelul – 2007-
- Karolis Jasaitis –  Oțelul – 2006-2007
- Tadas Graziunas –  Oțelul – 2007-2008
- Tadas Labukas –  Oțelul – 2007-2008
- Vytautas Cerniauskas -  Dinamo - 2015-2017

### Macedonia
- Jane Gavalovski –  Universitatea Craiova – 2004-2005
- Slavčo Georgievski –  CFR Cluj – 2004-2005
- Hristijan Kirovski –  FC Vaslui – 2009-
- Stojan Ignatov –  Poli Iași – 2008-
- Igor Mitreski –  Universitatea Craiova – 2004-2006
- Gjorgji Mojsov –  Oțelul – 2009-
- Jurica Siljanoski –  FC Bihor – 2003-2005
- Blaže Todorovski –  Dinamo,  Gloria Bistrița – 2008, 2008-2009
- Wandeir Oliveira dos Santos –  Pandurii – 2008-2009

### Mali
- Mourtala Diakité –  Dinamo – 2008-2009

### Maroc
- Khalid Fouhami –  Dinamo – 1998-2000
- Ismail Kouha –  Oțelul – 2007-2008
- Ali El-Omari –  Ceahlăul – 2007-2008
- Noureddine Ziyati –  Rapid – 2003-2004

### Moldova
- Valeriu Andronic –  Dinamo – 2000-2002
- Andrian Bogdan –  FC Timișoara – 2002-2004
- Gheorghe Boghiu –  Oțelul – 2007-2008
- Igor Bugaiov –  Ceahlăul – 2007-2008
- Eugeniu Cebotaru –  Ceahlăul – 2007-2008
- Dumitru Ciumac –  Ceahlăul – 2003-2004
- Viorel Frunză –  FC Vaslui,  CFR Cluj,  Ceahlăul – 2004-2006, 2006-2007, 2007-2008
- Alexandru Golban –  Ceahlăul – 2007-2008
- Alexandru Guzun –  Rapid – 1992-1994
- Gheorghe Harea –  Rapid – 1993-1994
- Serghei Kirilov –  Sportul Studențesc,  Rapid,  Unirea Alba Iulia – 1993-1996, 1999-2000, 1999-2001
- Vladislav Lungu –  FC Vaslui – 2005-2006
- Valentin Lupașcu –  Oțelul – 1996-1997
- Ghenadie Ochincă –  Gloria Buzău – 2008-2009
- Artur Pătraș –  FC Timișoara – 2006-2007
- Denis Zmeu –  FC Vaslui – 2007-

### Muntenegru
- Vladimir Božović –  Rapid – 2007-
- Radomir Đalović –  Rapid – 2008-
- Milan Jovanović –  FC Vaslui,  Universitatea Craiova,  Unirea Urziceni,  U Cluj – 2003-2004, 2004-2005, 2006-2007, 2007-2008
- Igor Lambulić –  Oțelul – 2008-2009
- Aleksandar Madzar –  FC Vaslui – 2005-2006
- Vladimir Gluščević –  FC Timișoara – 2006-2007
- Vukašin Poleksić –  Steaua București – 2004-2005

### Noua Zeelandă
- Glen Moss –  Dinamo – 2006-2007

### Niger
- Kassaly Daouda –  Rapid – 2009-

### Nigeria
- Olubayo Adefemi –  Rapid – 2008-2009
- Joseph Afusi –  Unirea Alba Iulia – 2009-
- Abiodun Agunbiade –  Național,  FC Timișoara – 2004-2006, 2007-
- Kevin Amuneke –  FC Timișoara – 2009-
- Amusan –  Unirea Urziceni – 2009-
- Bosun Ayeni –  FC Timișoara – 1998-1999
- Rabiu Baita –  Național – 2004-2006
- Prince Ikpe Ekong –  UTA Arad – 1999-2000
- Ifeanyi Emeghara –  FC Timișoara,  Steaua București – 2006-2007, 2007-
- Gideon Ejebitimi –  Oțelul – 2001-2002
- Dino Eze –  Dinamo,  UTA Arad,  Gloria Buzău,  Steaua București – 2006, 2006-2007,  2007-2008, 2008
- Kehinde Fatai –  Farul – 2008-
- John Ike Ibeh –  Oțelul – 2009-
- Prince Chukunyere Ikpe –  Oțelul – 2001-2002
- Henry Makinwa –  Rapid – 2003-2004
- Ibezito Ogbonna –  CFR Cluj – 2007-2008
- Gbenga Okunowo –  Dinamo – 2003-2004
- Peter Omoduemuke –  FC Timișoara,  Otopeni – 2007, 2008-2009
- Wisdom Chibuike Onyekwere –  Național – 2003-2004

### Olanda
- Moussa Kalisse –  ASA Târgu Mureș – 2011-2012
- Jeremy Bokila –  Petrolul – 2012-2013
- Frank Wiafe Danquah –  FC Brașov – 2013-2014
- Gevaro Nepomuceno –  Petrolul – 2013-2014

### Paraguay
- Nelson Cabrera –  CFR Cluj – 2009-
- José Montiel –  Poli Iași – 2008-2009

### Peru
- John Galliquio –  Dinamo – 2007-2008
- Andrés Mendoza –  Steaua București – 2007-2008
- Ryan Salazar –  FC Vaslui – 2008-2009
- Daniel Chávez –  Oțelul – 2011-

### Polonia
- Paweł Golański –  Steaua București – 2007-
- Rafał Grzelak –  Steaua București – 2009-
- Łukasz Kubik –  Argeș Pitești – 2003-2004
- Jakub Wilk –  FC Vaslui – 2013-2014
- Kamil Bilinski –  Dinamo – 2013-2014
- Michał Gliwa –  Pandurii – 2013-2014

### Portugalia
- Paolo Adriano –  FC Brașov – 2008-
- José Rodrigues Alves –  Otopeni – 2007-2008
- Eurípedes Amoreirinha –  CFR Cluj – 2007-2008
- Diogo Andrade –  UTA Arad – 2007-2008
- João Paulo Andrade –  Rapid – 2008-
- Russiano Branco –  Gloria Buzău – 2008-
- Francisco Jose Castro –  Farul – 2008-
- Nuno Claro –  CFR Cluj – 2007-
- Bruno Costa –  Otopeni – 2008-
- Luis Dias –  Gloria Buzău – 2008-
- Nuno Miguel Pereira Diogo –  Otopeni – 2008-
- Rui Duarte –  FC Brașov – 2008-
- Miguel Luis Fallardo –  Gloria Buzău – 2008-
- Tavares Frederico –  CFR Cluj – 2007-
- Thiago Felipe –  Gloria Buzău – 2008-
- Carlos Fernandes –  Steaua București – 2006-2007
- Ricardo Manuel da Silva Fernandes –  Rapid – 2008-
- Tiago Filipe Figueiras Gomes –  Steaua București – 2008-
- André Leão –  CFR Cluj – 2007-
- Fabio Lima –  Gloria Buzău – 2008-
- Hugo Luz –  FC Vaslui – 2008-
- Vasco Matos –  Rapid – 2008-2009
- Cláudio Mejolaro –  Rapid – 2008-
- Carlos Alberto Lourenco Milhazes –  FC Timișoara – 2008-2009
- Paulo Monteiro –  Farul – 2007-2008
- Pedro Moreira –  Gloria Buzău – 2008-
- Pedro Oliveira –  CFR Cluj – 2006-2008
- Juan Pedro –  Gloria Bistrița – 2008-
- Carlos Pintassilgo –  Pandurii – 2008-
- Miquel Queiroz –  Gloria Bistrița – 2008-
- Diogo Ramos –  Gloria Bistrița – 2008-
- João Pedro Mingote Ribeiro –  Pandurii – 2008-
- João Paulo Pinto Ribeiro –  Rapid – 2008-
- António Semedo –  CFR Cluj,  Steaua București – 2006-2008, 2008-
- João Pedro Azevedo Silva –  Gloria Bistrița – 2008-
- Diogo Lézico da Silva –  Gloria Buzău – 2008-
- Bruno Martins Simão –  UTA Arad,  Dinamo – 2006-2009, 2009-
- Daniel da Silva Soares –  CFR Cluj – 2007-
- Ricardo Manuel Ferreira Sousa –  CFR Cluj – 2006-
- Edson Rolando Silva Sousa –  UTA Arad – 2007-2008
- Pedro Taborda –  FC Timișoara – 2008-2009
- Jorge Tavares –  Gloria Buzău – 2008-
- Miguel Tininho –  Pandurii,  Steaua București – 2008-2009, 2009-
- Manuel José Vieira –  CFR Cluj – 2006-2009
- Vitinha –  CFR Cluj,  Otopeni – 2006-2007, 2009-
- Nuno Viveiros –  Poli Iași – 2008-
- Mário  Camora –  CFR Cluj – 2011-

### Republica Congo
- Armel Disney –  Pandurii,  Farul – 2005-2006, 2006-2008
- Filston Bonsey Mongu Nkoy –  Universitatea Craiova – 2004-2005

### Rusia
- Valentin Filatov –  Unirea Urziceni – 2005-2006

### Senegal
- Papa Malick Ba –  Dinamo – 2009-
- Seydou Pape Diop –  Dinamo – 2002-2003
- Pape Omar Faye –  Argeș Pitești – 2008-2009
- Mohammed Manga –  Poli Iași – 2006-2007
- Gueye Mansour –  FC Timișoara,  Gloria Buzău – 2004-2008, 2009-
- Gaston Mendy –  Farul – 2007-
- Ousmane N'Doye –  FC Vaslui,  Dinamo,  Team Săgeata⁠(d) – 2008, 2008-   2013....
- Christian Sagna –  Gloria Buzău – 2008-
- Ousmane Thiandoum –  Farul – 2002-2003

### Serbia
- Miodrag Anđelković –  Pandurii – 2009-
- Branko Baković –  Poli Iași – 2008-2009
- Marko Basara –  Pandurii – 2009-
- Peter Bazić –  Unirea Alba Iulia – 2004-2005
- Djordje Vlajic –  Oțelul – 2005-2006
- Danilo Belić –  Otopeni – 2007-2008
- Bojan Djordjevic –  Unirea Alba Iulia – 2009-
- Sead Bruncevic –  CFR Cluj,  Gloria Bistrița – 2004-2005, 2005-2006
- Milos Bogdanović –  Ceahlăul – 2003-2004
- Milorad Bukvić –  FC Vaslui – 2006-2008
- Bojan Cukić –  Gaz Metan – 2008-
- Slaviša Čula –  Dinamo – 1996-1997
- Ranko Despotović –  Rapid – 2008-2009
- Ivan Đoković –  UTA Arad – 2007-2008
- Njegoš Goločevac –  Oțelul – 2009-
- Dragan Gosic –  Farul – 2008
- Ivan Gvozdenović –  Dinamo – 2007-2008
- Sead Hadzibulic –  Gloria Bistrița – 2007
- Radiša Ilić –  Național – 2003-2004
- Đorđe Ivelja –  Rapid – 2009-
- Goran Janković –  UTA Arad – 2006-2007
- Vladimir Jasic –  Farul – 2008-
- Nemanja Jovanović –  Unirea Urziceni,  Argeș Pitești,  Pandurii,  U Cluj,  FC Vaslui – 2003-2004 2004-2006, 2004, 2006-2007, 2007-2008, 2008-
- Željko Kalajdžić –  UTA Arad – 2006-2007
- Igor Kojić –  Dinamo – 2009-
- Sead Kolasinac –  CFR Cluj – 2004-2005
- Nenad Kutlacic –  Pandurii – 2009-
- Predrag Lazić –  Otopeni – 2008-
- Leo Lerinc –  Dinamo – 2006-2007
- Marko Ljubinković –  FC Vaslui – 2006-
- Davor Magoč –  Pandurii – 2008-
- Darko Marić –  FC Brașov – 2004-2005
- Neven Marković –  FC Vaslui – 2008-
- Zarko Marković –  Gaz Metan – 2008-
- Marko Marović –  Gaz Metan – 2009-
- Novak Martinović –  Pandurii – 2009-
- Vladimir Matjasevic –  FC Vaslui – 2006-2007
- Ersin Mehmedović –  FC Timișoara,  Național,  Unirea Urziceni – 2005-2007, 2005-2006, 2007-
- Svetozar Mijin –  CFR Cluj,  Poli Iași – 2004-2007, 2007-
- Uroš Milošavljević –  UTA Arad,  Gloria Buzău – 2006-2007, 2007-2009
- Zoran Milošević –  CFR Cluj,  Argeș Pitești – 2004-2007, 2007-2009
- Dalibor Mitrović –  Argeș Pitești – 2006-2007
- Sreten Mitrovic –  Poli Iași – 2006-2007
- Veljko Nikitović –  FC Vaslui – 2007-2008
- Milorad Ognjanov –  Chinezul – 1926-1927
- Miloš Pavlović –  FC Vaslui – 2009-
- Nebojša Pavlović –  Unirea Alba Iulia – 2004-2005
- Nino Pekarić –  Dinamo – 2009-
- Mitar Peković –  Farul – 2008-2009
- Milan Perendija –  Oțelul – 2008-
- Dragan Perišić –  Pandurii – 2005-2006
- Dejan Pešić –  FC Brașov,  FC Vaslui – 2005-2006, 2006-2007
- Minja Popović –  Otopeni – 2008-
- Danilo Pustinjaković –  Pandurii – 2005-2006
- Marko Radojčić –  Național – 2004-2005
- Branko Radovanović –  UTA Arad – 2007-2008
- Kenan Ragipović –  Gloria Bistrița – 2007-2008
- Predrag Ranđelović –  Universitatea Craiova – 2003-2004
- Milan Radulović –  UTA Arad – 2006-2007
- Milanko Rašković –  Pandurii – 2008-
- Dejan Rusmir –  Ceahlăul,  Farul – 2006-2008, 2008-
- Aleksandar Šarić –  FC Timișoara – 2002-2003
- Predrag Sikimić –  UTA Arad – 2004-2006
- Sreten Sretenović –  FC Timișoara – 2008-2009
- Duško Stajić –  Ceahlăul – 2006-2007
- Sreten Stanić –  FC Timișoara,  Dinamo – 2006-2007, 2007
- Filip Stankovic –  Gloria Buzău – 2008-
- Rajko Stanković –  Național – 2005-2006
- Borislav Stevanović –  Universitatea Craiova – 2004-2005
- Aleksandar Stefanović –  FC Bihor – 2003-2004
- Boban Stojanović –  UTA Arad – 2007-2008
- Jasmin Trtovac –  Gloria Bistrița – 2008-
- Miodrag Vasiljević –  UTA Arad – 2006-2007
- Nemanja Vasiljević –  UTA Arad – 2006-2008
- Rade Veljović –  CFR Cluj – 2009-
- Nemanja Vidaković –  Pandurii,  Gaz Metan – 2006-2007, 2008-
- Đorđe Vlajić –  Oțelul – 2005-2006
- Vojislav Vranjković –  Pandurii,  Dinamo,  Ceahlăul – 2005-2006, 2006-2007, 2007-2008
- Branislav Vukomanović –  Farul – 2009-
- Srđan Žakula –  Unirea Urziceni – 2007-2009
- Marko Zorić –  Dinamo – 2007-2008

### Sierra Leone
- Musa Kallon –  Sportul Studențesc – 1995-1996
- Julius Wobay –  FCU Craiova – 2007-

### Slovacia
- Balázs Borbély –  FC Timișoara – 2008-
- Miloš Brezinský –  FC Timișoara – 2008-
- Marián Čišovský –  FC Timișoara – 2008-
- Pavol Farkas –  FC Vaslui – 2009-
- Michal Kubala –  Gaz Metan – 2009-
- Dušan Kuciak –  FC Vaslui – 2008-
- Ivan Pecha –  Ceahlăul – 2007-2008
- Jan Zolna –  FC Vaslui – 2006-2007
- Boris Peškovič –  CFR Cluj – 2009-

### Slovenia
- Domen Beršnjak –  Poli Iași – 2008-
- Darijan Matič –  Rapid – 2009-
- Boris Mijatovič –  Unirea Urziceni – 2009-
- Jan Pahor –  Farul – 2009-
- Andrej Pečnik –  Poli Iași – 2008-
- Andrej Rastovac –  Farul – 2008-
- Dejan Rusič –  FC Timișoara – 2007-
- Jaka Stromajer –  Pandurii – 2007-
- Dare Vršič –  FC Timișoara – 2007-

### Spania
- Victor Aldana –  FC Timișoara – 2009-
- Ibón Pérez Arrieta –  Pandurii – 2008-
- Francisco Molinero –  Dinamo – 2009-
- Abel Gómez Moreno –  Steaua București – 2008-2009
- David Sánchez Rodríguez –  FC Timișoara – 2008-

### Statele Unite
- Steve Reese –  FC Timișoara – 2002-2003

### Suedia
- Admir Catovic –  Gaz Metan – 2009-
- Mikael Dorsin –  CFR Cluj – 2007-2008
- Niklas Sandberg –  CFR Cluj – 2007-2008

### Togo
- Serge Akakpo –  FC Vaslui – 2009-
- Komlan Amewou –  Gloria Buzău – 2004-2005
- Zanzan Atte-Oudeyi –  Otopeni – 2008-2009
- Daré Nibombé –  Otopeni – 2008-

### Tunisia
- Zied Bhairi –  Gloria Bistrița – 2008-2009
- Haykel Guemamdia –  Ceahlăul – 2008

### Turcia
- Hakan Sedat –  Astra Ploiești – 2002-2003
- Bülent Seyrun –  Astra Ploiești – 2002-2003

### Ucraina
- Oleksandr Lavrentsov –  Sportul Studențesc – 1994-1995
- Vitaliy Balytskiy –  CFR Cluj – 2004-2005
- Andrey Fedorenko –  Ceahlăul – 2006-2007
- Pavlo Ianchuk –  Argeș Pitești – 2007-2008
- Nikolai Zbarach –  Petrolul – 2004-2005

### Ungaria
- István Avar –  AMEF Arad,  Colțea Brașov,  Rapid București – 1919-1926, 1926-1927, 1936-1941
- Zoltán Csehi –  FC Bihor – 2002-2003
- Gyula Lóránt –  UTA Arad – 1946-1947
- Vasile Miriuță –  Dinamo – 1990-1991
- Péter Simek –  FC Timișoara – 2006-2007
- Vilmos Sipos –  Rapid București – 1938-1942

### Uruguay
- Alvaro Pereira –  CFR Cluj – 2008-2009
- Darío Flores –  CFR Cluj – 2009-
- Agustín Viana –  CFR Cluj – 2009-
- Mauro Goicoechea –  Oțelul – 2013-2014

### Venezuela
- Gualberto Campos –  Dinamo – 2008-2009
- Ricardo Páez –  FC Timișoara – 2004-2005
- Mikhael Jaimez-Ruiz –  CFR Cluj – 2004-2005

### Zimbabwe
- Mike Temwanjera –  FC Vaslui – 2007-